# Eudule sororcula
Eudule sororcula är en fjärilsart som beskrevs av William Schaus 1929. Eudule sororcula ingår i släktet Eudule och familjen mätare. Inga underarter finns listade i Catalogue of Life.